# Tom Wambsgans
Tom Wambsgans es uno de los protagonistas de la serie de televisión Succession, creada por el “showrunner” Jesse Armstrong y emitida por HBO entre 2018 y 2023. El personaje es interpretado por el actor británico Matthew Macfadyen.

## Marco  narrativo
En cuatro temporadas, Succession narra los conflictos empresariales y familiares entre el magnate global del sector de los medios y del entretenimiento Logan Roy y sus hijos Kendall, Shiobhan (Shiv) y Roman, así como las transformaciones de los agentes empresariales de estos sectores, sus relaciones con la política y con el poder en general. 

## Perfil del personaje: trama y subtramas.
Tom Wambsgans es el esposo de Shiobhan “Shiv” Roy quien, como hija del magnate, se involucrada de distintas formas a lo largo de las cuatro temporadas en la lucha por la sucesión en el conglomerado empresarial familiar Waystar Royco. 
Aunque, en principio, el  personaje de Tom,  un advenedizo de clase media, alto directivo del grupo y consorte de Shiv, no tiene pretensión alguna en el proceso de sucesión empresarial, con el tiempo va gestando una difusa ambición que se ve concretada en la cuarta temporada y en especial en el último capítulo de la serie, en los que a la postre, en el definitivo de los varios conflictos de fusión/adquisición a los que asistimos en la serie, el grupo multimedia sueco Gojo accederá al control de Waystar Royco, una vez fallecido Logan Roy.
El CEO y propietario de Gojo, Lukas Mattson, descarta a los tres herederos naturales, Kendall, Shiv y Roman para optar por Tom como CEO de la parte americana del nuevo grupo resultante, si bien con un considerable recorte de sus atribuciones y de su poder.
El personaje de Tom Wambsgans mantiene una relación especial a lo largo de toda la serie con el sobrino-nieto de Logan Roy, Gregg Hirsch, interpretado por el actor estadounidense Nicholas Braun. Greg se incorpora a trabajar a Waystar Royco y es adoptado como subordinado por Tom, siendo iniciado por él en las intrigas y ambiciones del poder y conociéndose a ambos en el ámbito de la corporación como los “Disgusting Brothers”. 

## Arco de transformación del personaje
El Tom Wambsgans que se ve al principio de la serie es el prometido de Shiv. Alguien, por tanto, muy próximo al poder de la familia Roy y que ocupa ya un cargo de cierta importancia en divisiones secundarias de la corporación. Se trata de alguien que quiere agradar en todo momento al magnate Logan Roy y al resto de la familia, mientras se va adentrando en la comprensión de las relaciones entre los actores principales del grupo, incluyendo a sus altos directivos.
El punto de inflexión se produce con su matrimonio con Shiv, quien a su vez muestra un interés creciente en alcanzar la máxima responsabilidad del grupo a la retirada o muerte de su padre, tras abandonar su actividad de asesoría política. Es en ese momento cuando Tom, ya acaricia ciertas parcelas de poder que llega a detentar (los parques de atracciones, la división de cruceros, la dirección de la cadena de noticias ATN), incluso con los riesgos que ello conlleva al descubrirse prácticas empresariales abusivas en alguna de ellas en el pasado y, sobre todo, cuando asume el proceso de mentorización del "primo Greg", a quien utiliza para la realización de los trabajos sucios.
A medida que se deteriora su matrimonio con Shiv, su ambición de poder se define y crece; Parece ser capaz de cualquier cosa incluso enemistarse con su esposa y acercarse a su suegro.
Carente de principios es, a la muerte de Logan Roy, el elegido por Lukas Mattson como cabeza visible de una Waystar Royco disminuida y depreciada. El rey que nunca habríamos predicho para el imperio empresarial de los Roy. 

## Controversia
Algunas fuentes han especulado con que la inspiración para el personaje de Tom podría haber surgido a partir un jugador de beisbol real llamado Bill Wambsganss, que pasó a la historia por haber conseguido un “triple play”, único en la historia de este deporte, por el que eliminó a tres rivales a la vez, en la misma jugada.
Pese a que Frank Rich, uno de los productores ejecutivos de la serie negó esta relación, hemos de pensar que no formó parte del equipo de guionistas de la serie y habrá que estar atentos en el futuro a que alguno de sus miembros lo confirme o desmienta definitivamente. No hay que olvidar que en el primer episodio de la primera temporada de la serie, con motivo del cumpleaños del patriarca, la familia al completo se desplaza en helicóptero a una de sus propiedades en Long Island para disfrutar de un partido de beisbol en el que sus miembros son los jugadores. 